# Batman: The Long Halloween
Batman: The Long Halloween (traduzido no Brasil como: Batman: O Longo Dia das Bruxas) é uma série limitada de histórias em quadrinhos do Batman, escrita por Jeph Loeb com arte de Tim Sale. Foi publicada originalmente pela DC Comics em 1996 e 1997. No Brasil, foi lançada pela Editora Abril,[carece de fontes?] pela Panini Comics em 2008, e em 2015, na Coleção DC Comics Graphic Novels.
Foi vencedora do Eisner Awards em 1998, na categoria "Melhor Minissérie". "Eu acredito em Harvey Dent", frase recorrente da HQ, foi utilizada na campanha viral do filme The Dark Knight.

## Sinopse
Enquanto Batman, o capitão Jim Gordon e o promotor público Harvey Dent trabalham lado a lado para terminar com as atividades ilegais de Carmine Falcone, uma série de assassinatos vinculados ao mundo da máfia se desenrolam em Gotham City. O vilão misterioso, apelidado "Holiday" (feriado), está matando membros das mais importantes famílias de mafiosos vinculados aos Falcone, a cada feriado ou dia comemorativo. Nas cenas dos crimes, restam apenas um arma .22 e um bico de bebê, que atua como silenciador e também como uma "lembrança" do criminoso. As pistas válidas são poucas, e os assassinatos são cometidos por um profissional.

## Capítulos
| Número | Título no Brasil     | Título original   | Data de lançamento (Brasil) |
| ------ | -------------------- | ----------------- | --------------------------- |
| 1      | Crime                | Crime             | Outubro de 1998             |
| 2      | Ação de Graças       | Thanksgiving      | Novembro de 1998            |
| 3      | Natal                | Christmas         | Novembro de 1998            |
| 4      | Ano-Novo             | New Year's Eve    | Novembro de 1998            |
| 5      | Dia dos Namorados    | Valentine's Day   | Novembro de 1998            |
| 6      | Dia de São Patrício  | St. Patrick's Day | Dezembro de 1998            |
| 7      | Primeiro de Abril    | April Fool's Day  | Dezembro de 1998            |
| 8      | Dia das Mães         | Mother's Day      | Dezembro de 1998            |
| 9      | Dia dos Pais         | Father's Day      | Dezembro de 1998            |
| 10     | Dia da Independência | Independence Day  | Dezembro de 1998            |
| 11     | Feriado Romano       | Roman Holiday     | Janeiro de 1999             |
| 12     | Dia do Trabalho      | Labor Day         | Janeiro de 1999             |
| 13     | Castigo              | Punishment        | Fevereiro de 1999           |

## Personagens
| Personagens               |
| ------------------------- |
| Bruce Wayne / Batman      |
| Comissário Gordon         |
| Alfred Pennyworth         |
| Harvey Dent / Duas-Caras  |
| Carmine Falcone           |
| Selina Kyle / Mulher-Gato |
| Coringa                   |
| Espantalho                |
| Pinguim                   |
| Charada                   |
| Hera Venenosa             |
| Chapeleiro Louco          |
| Feriado                   |
| Sal Maroni                |
| Solomon Grundy            |
| Gilda Dent                |
| Barbara Eileen Gordon     |
| James Gordon Jr.          |
| Homem-Calendário          |

## Outras mídias

### Televisão
- A quarta temporada de Gotham adaptou alguns elementos do enredo The Long Halloween.[6]
- O episódio "Mean Seasons" de The New Batman Adventures adaptou alguns elementos do enredo The Long Halloween, mais notavelmente o antagonista cometendo crimes todos os feriados.

### Filmes
- The Long Halloween foi um dos quadrinhos que influenciou a trilogia Batman de Christopher Nolan,[7] particularmente O Cavaleiro das Trevas (2008), que contou com a transformação de Harvey Dent em Duas-Caras. Dent faz um pacto com Gordon e Batman para derrubar as turbas que tomaram o lugar da família criminosa de Carmine Falcone. Ambas as histórias envolvem a máfia lavando seu dinheiro nos bancos de Gotham e os três protagonistas estão tentando impedir isso. A cena em que o Coringa incendeia o dinheiro da máfia é semelhante à cena em que Batman e Dent queimam o dinheiro escondido de Falcone nas docas. Semelhante às repercussões da matança do Coringa, Batman desvia seu trabalho contra a máfia e se concentra em pegar o assassino do feriado. O plano de Gordon para se disfarçar de oficial da S.W.A.T durante o transporte de Dent para a prisão do condado é semelhante ao plano de Batman para atrair Holiday durante a transferência de Sal Maroni. Dent se transforma em Duas-Caras, ele fica desiludido com a lei e decide resolver o assunto com suas próprias mãos assassinando Sal Maroni. Ele também se vinga dos associados corruptos que estavam envolvidos no ataque que levou à sua desfiguração, decidindo seu destino com um cara ou coroa. Uma citação da graphic novel, "I believe in Harvey Dent", é usada como slogan da campanha de Dent no filme.
- Uma adaptação dos quadrinhos foi lançada diretamente em DVD como parte da linha DC Universe Animated Original Movies. É um filme de duas partes semelhante a Batman: The Dark Knight Returns, The Death of Superman e Reign of the Supermen, mas é um filme independente separado do DC Animated Movie Universe. É estrelado pelos talentos de voz de Jensen Ackles como Batman/Bruce Wayne, Josh Duhamel como Harvey Dent, Billy Burke como James Gordon, Titus Welliver como Carmine Falcone, David Dastmalchian como Calendar Man, Troy Baker como Joker, Amy Landecker como Barbara Gordon, Julie Nathanson como Gilda Dent, Jack Quaid como Alberto, Fred Tatasciore como Solomon Grundy, Jim Pirri como Sal Maroni, Alastair Duncan como Alfred e Naya Rivera em seu último papel no cinema como Mulher-Gato.[8][9][10][11] Ambas as partes foram lançadas em 2021: Parte Um em 22 de junho e Parte Dois em 27 de julho.[12][13] A versão combinada do filme está programada para ser lançada em 2022.[14]
- O Longo Dia das Bruxas serve como uma das principais inspirações para a história de The Batman (2022), dirigido por Matt Reeves. O filme também retrata uma versão mais inexperiente do personagem-título em seu segundo ano de combate ao crime, bem como ilustra a transição gradual de alguns personagens coadjuvantes em Gotham City, como Selina Kyle/Mulher-Gato e Oswald Cobblepot/Pinguim de indivíduos mais fundamentados para o universo. personagens totalmente formados que eles vêm a ser nos quadrinhos. Ele também compartilha um tom semelhante influenciado por filmes noir e histórias de detetive, além de apresentar Batman como cooperando estreitamente com o Departamento de Polícia de Gotham City e tendo um forte relacionamento com James Gordon antes de se tornar comissário.[15]

### Vídeo games
- O vídeo game Batman: Arkham City de  2011 tem uma skin desbloqueável para Catwoman com base em sua aparição em The Long Halloween.[16]
- Para o vídeo game Batman: Arkham Origins de 2013, um pacote de bônus de pré-venda continha um traje opcional para Batman baseado em sua aparição em The Long Halloween.[17] Em Batman: Arkham Knight, ao encontrar a terceira vítima na missão paralela "Crime Perfeito", Alfred dirá a Batman que os eventos desta missão se assemelham a um caso de assassinato em série que ele conduziu no início de sua carreira como o vigilante de capa que coincidentemente também ocorreu em Halloween, lembrando que foi "longo". Esta é uma referência ao Longo Dia das Bruxas, mais especificamente aos eventos dos assassinatos do feriado. O pacote de histórias "Flip of a Coin" também inclui referências aos quadrinhos, como uma arma com um bico de mamadeira em uma vitrine no escritório do Duas-Caras.